# Don7 Media Group
Don7 Media Group (anteriormente conhecido como Grupo Cearasat de Comunicação) é um conglomerado de mídia brasileiro, com sede em Fortaleza, capital do Estado do Ceará. Fundado em 1997 pelo jornalista Donizete Arruda, é proprietário de um portal de notícias, 16 emissoras de rádio e um jornal impresso. O grupo é considerado o quarto maior de comunicação do Ceará. Por um período, a empresa atuou em sociedade com o também jornalista Luzenor de Oliveira, dono do Sistema Ceará Agora de Comunicação, que foi encerrada em 2012.
O grupo também gera o programa  jornalístico Ceará News, transmitido para as emissoras de rádio parceiras do grupo.

## Empresas do grupo

### Radiodifusão
Estações operadas pela empresa
- Rede Plus FM — eclética, popular[5]
  - Plus FM Aracati (FM 98,1 MHz, Aracati)
  - Plus FM Litoral (FM 106,1 MHz, Cascavel)
  - Plus FM Cariri (FM 97,1 MHz, Missão Velha)
  - Plus FM Crateús (FM 93,3 MHz, Crateús)
  - Plus FM Redenção (FM 98,7 MHz, Redenção)
  - Plus FM Sobral (FM 105,1 MHz, Sobral)[6]
  - Plus FM Santa Quitéria (FM 106,5 MHz, Santa Quitéria)
  - Plus FM Iguatu (FM 91,5 MHz, Iguatu)
  - Plus FM Paraipaba (FM 88,7, Paraipaba)

Estações operadas por terceiros
- FM São Bento de Amontada Ltda. (FM 93,5 MHz, Pindoretama) — FM Ministério Canaã.
- Fundação de Radiodifusão Educativa Nossa Senhora Milagrosa (FM 90,7 MHz, Maracanaú) — Rádio Fortaleza.[6]

### Impresso
- Jornal do Cariri — jornal semanal publicado em Juazeiro do Norte[7]

### Internet
- CN7 (Ceará News 7) — portal com conteúdo regional
- Nero — portal com conteúdo de política nacional

### Outros projetos
- Ceará News — noticiário radiofônico retransmitido para as emissoras da Rede Plus FM e operações independentes.

### Antigos empreendimentos
- Feliz FM (FM 90,7 MHz, Fortaleza)

- Com os Diários Associados
  - Aqui CE[8]

- Com a Jovem Pan FM
  - Jovem Pan FM Iguatu (FM 91,5 MHz, Iguatu)
  - Jovem Pan FM Sobral (FM 91,3 MHz, Sobral)

- Com a Transamérica Hits[9]
  - Transamérica Hits Aracati (FM 98,1 MHz, Aracati)
  - Transamérica Hits Crateús (FM 93,3 MHz, Crateús)
  - Transamérica Hits Cariri (FM 106,5 MHz, Crato)
  - Transamérica Hits Fortaleza (FM 90,7 MHz, Fortaleza)
  - Transamérica Hits Guaraciaba (AM 1190 kHz, Guaraciaba do Norte)
  - Transamérica Hits Jucás (FM 90,9 MHz, Jucás)
  - Transamérica Hits Redenção (FM 98,7 MHz, Redenção)
  - Transamérica Hits São Gonçalo (FM 94,3, São Gonçalo do Amarante)
  - Transamérica Hits Sobral (FM 91,3 MHz, Sobral)